# Josep Sendra i Navarro
Josep Sendra i Navarro (Tarragona, 27 de febrer de 1932 - 30 de juliol de 2021) fou un gestor i polític català. Com a diputat va formar part de la Comissió dels Vint que va redactar l'avantprojecte d'Estatut d'Autonomia de Catalunya de 1979.

## Trajectòria
Nascut a Tarragona l'any 1932, després de la guerra civil espanyola la família s'exilià a l'Alta Savoia fins a 1940. Posteriorment va tornar a Catalunya fins a la seva mort el juliol de 2021.

## Inicis
En el camp professional fou president de la Cooperativa Obrera Tarraconense de 1952 a 1977. Del 1975 al 1978 va ser president de l'"Asociación Nacional de Control de Plagas y Aplicación de Pesticidas" i representant espanyol a l'"European Confederation of national Pest Control Associations (1974-1982)".
En el camp associatiu fou president Casal Tarragoní (1969-1977) i del patronat de Nostra Senyora de la Mercè d'ajut a presos (1973-1977), la vicepresidència d'Òmnium Cultural del Tarragonès fins al 1977. També va ser president de Càritas i de la Cooperativa Obrera Tarraconense.

## Trajectòria política
El 1974 entrà a Convergència Democràtica de Catalunya va formar part del Consell i l'Executiva Nacional durant diverses èpoques- Del 1985 al 1990 fou president de la Mesa del Consell Nacional del partit. Fou elegit diputat per la circumscripció de Tarragona a les eleccions generals espanyoles de 1977 pel Pacte Democràtic per Catalunya. Formà part de la Comissió dels Vint que va redactar al parador de Sau, les Masies de Roda l'avantprojecte d'Estatut d'Autonomia de Catalunya de 1979.
A les eleccions municipals de 1979 fou escollit conseller de l'ajuntament de Tarragona i fou tinent d'alcalde de Sanitat i Medi Ambient.
El 1981 fou nomenat coordinador territorial de la Delegació de de la Generalitat a Tarragona. Més tard elegit diputat per la circumscripció de Tarragona a les eleccions al Parlament de Catalunya de 1984 i 1988.
El l'any 2006 és nomenat "fill predilecte de la Ciutat de Tarragona". El 2009 fou nomenat Tarragoní de l'Any.